# Juan Carlos Barreto
Juan Carlos Barreto (Monterrey, Nuevo León; 11 de marzo de 1957) es un actor mexicano de cine, teatro y televisión que ha destacado por sus interpretaciones en la serie XY, la revista, la telenovela Para volver a amar y la película Fausto, de José Julián Vázquez (en inglés Redemption of a broken mind) y en Lo Que La Vida Me Robó como “Macario” , que fue galardonada como mejor película en uno de los festivales más veteranos de los Estados Unidos, el BFF.

## Biografía
Tiene una amplia trayectoria en teatro. Entre 1975 y 1981 hizo trabajos para la Universidad Michoacana de San Nicolás de Hidalgo, para la Compañía estatal de teatro de Michoacán, para el Instituto Mexicano del Seguro Social, todos bajo la dirección de Sergio Magaña y José Manuel Álvarez.
Entre las obras que participó se encuentran: La Romanza, Este es el juego, Los derechos del hombre, Inés de Portugal, Tres en Josafat y Las mariposas son libres, por mencionar solo algunas.
Entre 1981 y 2003 continuó en teatro con obras como El concierto de san Ovidio, El hombre de La Mancha, Sueño de una noche de verano, El fantasma de Canterville, Pedro Páramo y El homosexual o la dificultad de expresarse, entre otras.

## Telenovelas
- Juegos de amor y poder (2025) - Quirino Hernández[1]
- A.mar, donde el amor teje sus redes (2025) - Ulises Contreras[2]
- El precio de amarte (2024) - Tomás Franco[3]
- El amor no tiene receta (2024) - Porfirio Villa de Cortés[4]
- Vencer la culpa (2023) - Enrique Ortega[5]
- La madrastra (2022) - Padre José Jaramillo
- La herencia (2022) - Modesto Pérez
- Te acuerdas de mí (2021) - Fausto Galicia[6]
- Vencer el miedo (2020) - Agustín[7]
- La usurpadora (2019) - Manuel Hernández
- Por amar sin ley (2018-2019) - Jacinto Dorantes
- Papá a toda madre (2017-2018) - Nerón Machuca
- La doble vida de Estela Carrillo (2017) - Silverio Pineda "El Sagrado"
- La candidata (2016-2017) - Mario Bárcenas
- El hotel de los secretos (2016) - Guadalupe "Lupe" Mosqueda
- Amor de barrio (2015) - Ariel Lopezreina
- Yo no creo en los hombres (2014-2015) - Lic. Arango
- Lo que la vida me robó (2013-2014) - Macario Peralta Cabrera
- Mentir para vivir (2013) - Rubén Camargo
- Cachito de cielo (2012) - Tristán Luna
- Esperanza del corazón (2011-2012) - Silvestre Figueroa
- Para volver a amar (2010-2011) - Jaime Espinoza
- Vivir por ti (2008) - Dagoberto
- Dulce enamorado (2007-2008) - Pedro
- Corazón partido (2005-2006) - Erasmo
- Todo por amor (2000-2001) - Ramiro
- El amor de mi vida (1998-1999) - Luis
- Huracán (1997-1998) - Presidiario
- Los hijos de nadie (1997) - Felipe
- La locura (1996) - Jesús
- Si Dios me quita la vida (1995)
- Simplemente María (1989-1990) - Benito
- Cautiva (1986) - Alfonso

## Series
- Se llamaba Pedro Infante (2023) - Presidente Rodolfo Díaz[8]
- El encanto del águila (2011) - General Manuel González Cossio
- Como dice el dicho (2011-presente)
- La rosa de Guadalupe (2010-presente)
- Locas de amor (2010) - Ricardo
- XY, la revista - (2009) - Artemio Miranda
- Lo que callamos las mujeres (2001-2005) (serie de televisión)
- Al derecho y al derbez (1994) (programa de comedia)

## Premios y nominaciones

### Premios TVyNovelas
| Año  | Categoría              | Telenovela         | Resultado |
| ---- | ---------------------- | ------------------ | --------- |
| 2018 | Mejor primer actor     | Papá a toda madre  | Ganador   |
| 2017 | Mejor actor antagónico | La candidata       | Ganador   |
| 2014 | Mejor actor de reparto | Mentir para vivir  | Nominado  |
| 2011 | Mejor actor antagónico | Para volver a amar | Ganador   |

### Premios Bravo
| Año  | Categoría              | Telenovela         | Resultado |
| ---- | ---------------------- | ------------------ | --------- |
| 2011 | Mejor actor antagónico | Para volver a amar | Ganador   |

### TV Adicto Golden Awards
| Año  | Categoría                          | Telenovela   | Resultado |
| ---- | ---------------------------------- | ------------ | --------- |
| 2016 | Mejor actor en un papel secundario | La candidata | Ganador   |